# Saint-Étienne-de-Fontbellon
 Saint-Étienne-de-Fontbellon  là một xã ở tỉnh Ardèche, vùng Rhône-Alpes ở đông nam nước Pháp.